# 기야스 알딘 투글루크
기야스 알딘 투글루크(페르시아어: غیاث الدین تغلق) 또는 가지 말리크(غازی ملک, 가지는 이슬람을 위해 싸우는 전사를 의미)는 1320년부터 1325년까지 델리를 다스린 술탄이다. 그는 델리 술탄국 투글루크 왕조의 첫 번째 술탄이었다. 그는 통치 기간 동안 투글루카바드라는 도시를 세웠다. 그의 통치 기간은 1325년 그를 기리기 위해 지어진 정자가 무너지면서 끝났다. 14세기 역사가 이븐 바투타는 술탄의 죽음이 그에 대한 음모의 결과라고 주장했다.
그의 장남 무함마드 빈 투글루크가 아버지의 뒤를 이었다.